# Yellow Claw
Yellow Claw ist ein niederländisches DJ-Team aus Amsterdam. Es besteht aus Jjim Taihuttu alias Jim Aasgier und Nils Rondhuis alias Nizzle. Gründungsmitglied Leo Roelandschap alias Bizzey verließ die Formation im Sommer 2016. Ihre Musik lässt sich als eine Mischung verschiedener Genres beschreiben. Vertreten wurden dabei insbesondere Trap, Hip-Hop, Dubstep, Hardstyle, Electro-House und Moombahton.

## Geschichte

### 2010–2012: Musikalische Anfänge
Das Trio begann mit mehreren kleinen Auftritten in verschiedenen Clubs in Amsterdam. Durch eine Night-Party im Jimmy Woo, einen der beliebtesten Clubs in der Stadt, gelang ihnen letzten Endes einer der wichtigsten Sprünge in die niederländische DJ-Szene. 2012 erhielten sie einen Vertrag mit dem niederländischen Sony-Imprint „Captain“. Dort erschienen zwischen 2012 und 2013 mehrere Singles, die sich sowohl in den niederländischen als auch in den belgischen Charts platzierten: Krokobil, Nooit meer slapen, Thunder und Last Night Ever. Die Videos zu den Stücken erreichten mehrere Millionen Klicks auf YouTube. Während dieser Zeit trat das Trio auf mehreren niederländischen Musikfestivals auf: DirtyDutch Festival, Sneakerz Festival, Latin Village Festival und Solar Festival. 2013 unterschrieben sie bei „Mad Decent“, dem Label des DJs Diplo.

### 2013–2014: Kommerzieller Durchbruch
In das Jahr 2013 starteten sie mit dem Lied Thunder, das in Zusammenarbeit mit dem Hip-Hop-Duo The Opposites entstand. In Belgien erreichten sie mit dem Track erstmals die Top-10. Der Titel ist auf The Opposites Studioalbum Slapeloze nachten enthalten. Im März 2013 erschien mit Amsterdam Trap Music ihre erste internationale EP, im September 2013 erschien ihre zweite EP Amsterdam Twerk Musik. Insbesondere das, auf letzterem enthaltene Lied DJ Turn It Up, entwickelte sich auf Grund der, aus dem zu der Zeit sehr populären Electro-House#Big-Room-Genre bekannten Stilmittel zu einem großen Club- und Festival-Erfolg.
Nachdem ihre Releases seit Gründung des Projekts ausschließlich über Diplos „Mad Decent“ erschienen, unterschrieben sie im Herbst 2013 einen Vertrag beim niederländischen Erfolgs-Label „Spinnin’ Records“. Im November 2013 erschien auch bereits die erste Single über „Spinnin’“. Diese trägt den Titel Shotgun und wurde von der X-Factora-Gewinnerin Rochelle gesungen. Damit erreichte Yellow Claw nach Krokobil und Thunder zum dritten Mal die niederländischen Single-Charts und erstmals der Top-10 in ihrem Heimatland.
Gemeinsam mit Martin Garrix und Cesqeaux produzierten sie im Frühjahr 2014 das Lied Psycho, dessen Erfolg nicht, wie bei Shotgun kommerziell, sondern in Clubs abgezielt war. Im Mai 2014 erfolgte die Gründung ihres eigenen Plattenlabels „Barong Family“, das ein Imprint von „Spinnin’“ darstellt. Kurz darauf erschien Lick Dat als erstes Release des Labels, das mit dem Bass-House-Duo Mightyfools produziert wurde sowie zwei Kollaborationen mit Yung Felix folgten. Bereits kurz nach Gründung entwickelte sich aus der „Barong Family“ ein Sprungbrett für spätere Erfolgskünstler wie Coone und Wiwek.
Am 24. November 2014 veröffentlichten sie Till It Hurts als kommerzielle Follow-Up-Single zu Shotgun. Gesungen wird das Lied von Ayden Veerbeek. In den niederländischen und belgischen Single-Charts konnte der Track den Erfolg seiner Vorgänger übertreffen und rückte in ihrer Heimat bis auf Platz-5 vor. Das Lied stellt eine Mischung aus ihrem gewohnten Trap-Stil und vielen Progressive- und Electro-House-Merkmalen dar.

### 2015: Debüt-AlbumBlood For Mercy

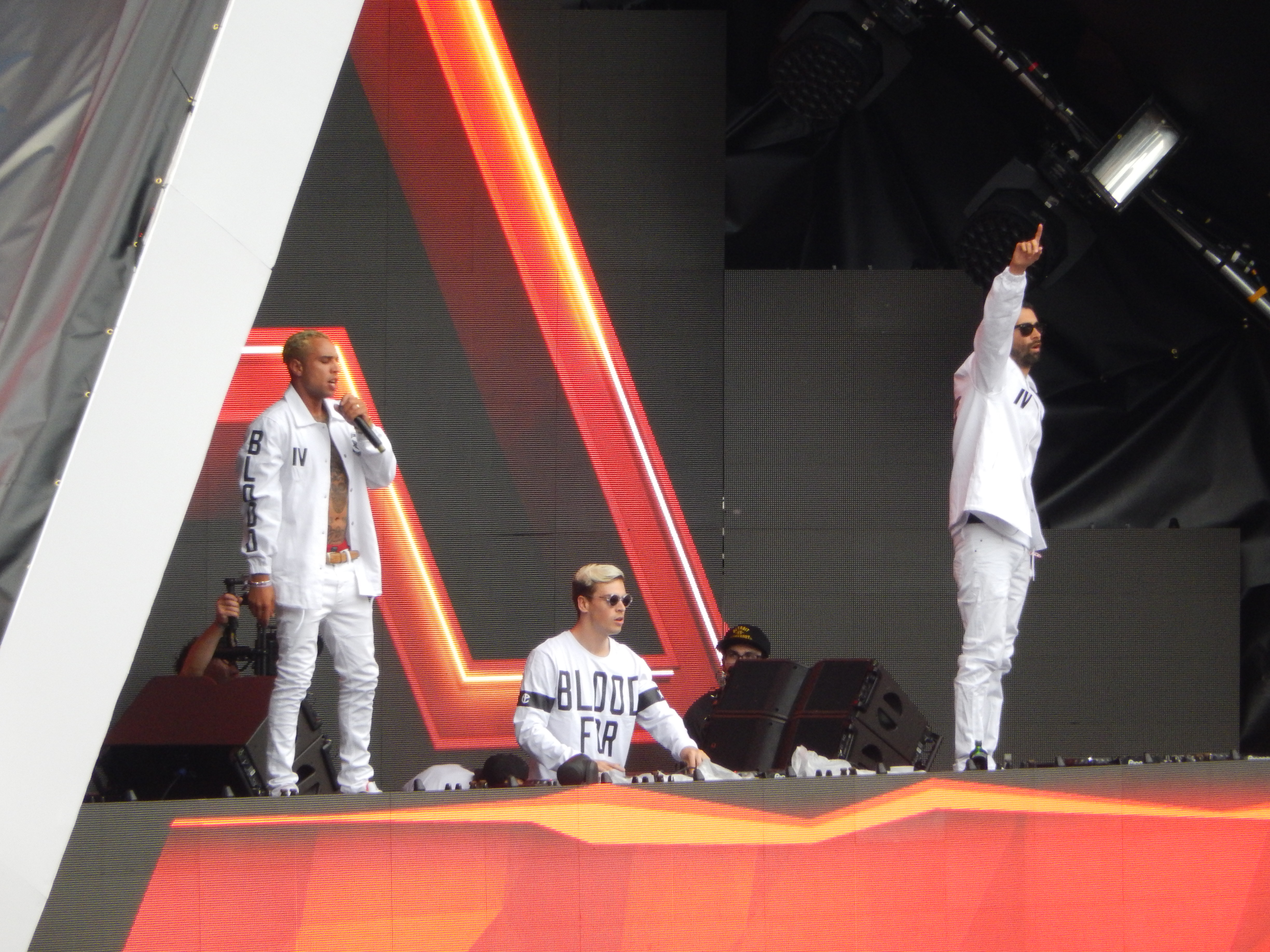
Yellow Claw beim Spring Awakening 2015

Im August 2015 erschien die erste Vorab-Single ihres für Herbst 2015 angekündigten Debüt-Albums. Diese trägt den Titel Wild Mustang und stellt die mittlerweile neunte Kollaboration mit Produzenten Cesqeaux und US-Sängerin Becky G dar.
Am 20. November 2015 veröffentlichte das Trio ihr Debüt-Album Blood For Mercy über Mad Decent. Es konnte unter anderem in Belgien, den Niederlanden und den USA in die Album-Charts einsteigen. Kollaborationen erfolgten unter anderem mit Tiesto, Cesqeaux und Pusha T. Parallel zu den Single-Auskopplungen In My Room mit DJ Mustard, Ty Dolla $ign und Tyga, No Class mit Mightyfools, Sin City und Catch Me mit Flux Pavilion und Naaz, erschien auch eine Remix-Version des Albums, bei dem auch San Holo, Moksi und Rain Man beisteuerten.
Invitation wurde am 15. Juni 2016. Die Vocals stammen von der zu dem Zeitpunkt 16-Jährigen niederländischen Sängerin Yade Lauren. Der Titel ist stilistisch mehr in den Bereich der Future-Bass-Musik mit Einflüssen von Tropical-House und ähnliche EDM-Genres einzuordnen.
Am 19. Juni 2016 verließ MC Bizzey das Trio, nachdem er bekannt gab, dass er sich mehr um seine Familie kümmern wird. EDC Las Vegas war sein letzter gemeinsamer Auftritt mit Yellow Claw.

### Ende 2016–2017:Los Amsterdam

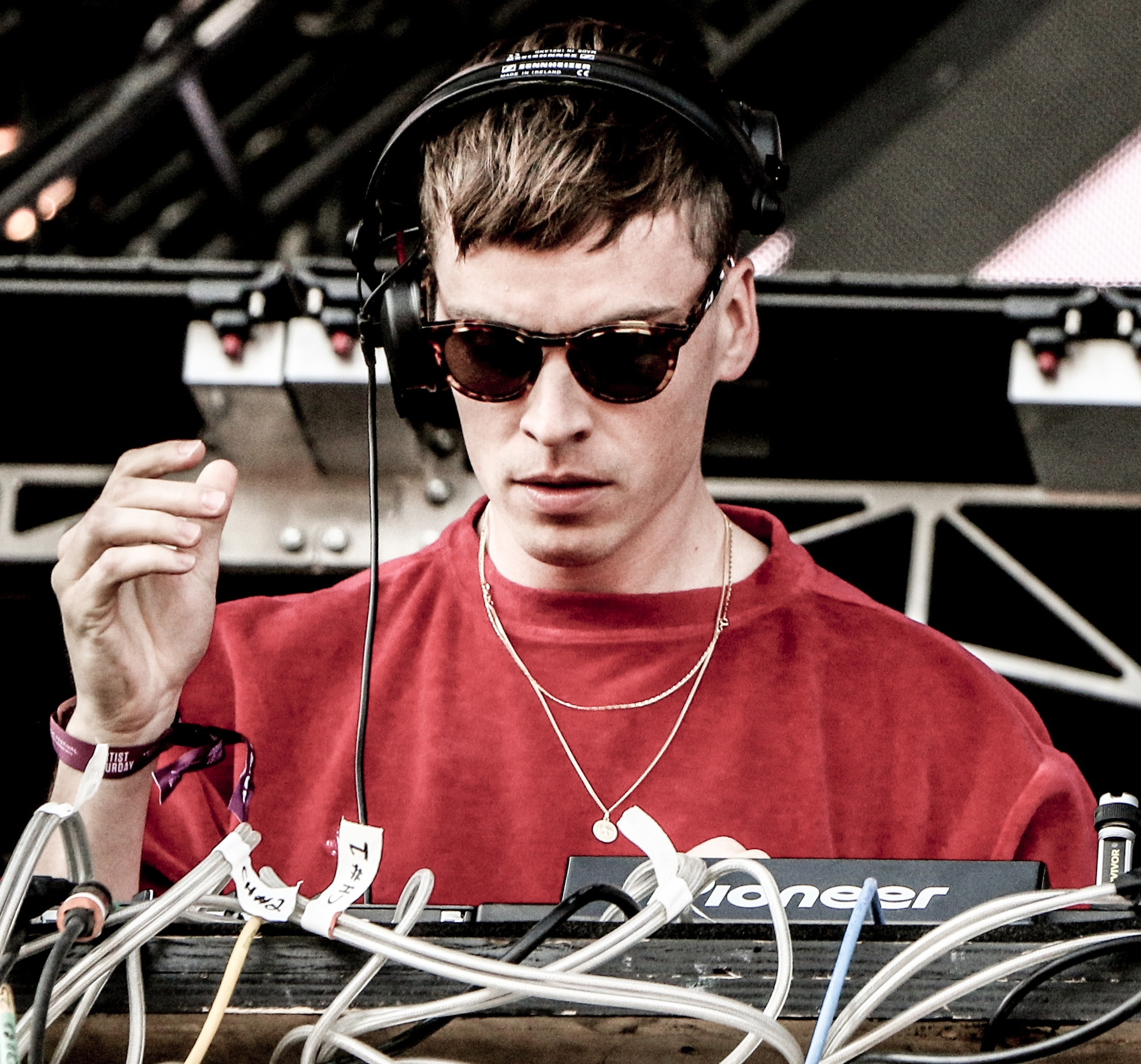
Nizzle beim Veld 2016

Love & War schloss stilistisch an Invitation an und wurde ebenfalls von Yade Lauren gesungen. Der Track konnte durch mehr Energie überzeugen und rückte bis auf Platz 32 der offiziellen niederländischen Single-Charts vor. In den iTunes-Stores weiterer Länder wie Deutschland oder Österreich konnte Love & War ebenfalls Erfolg sammeln.
Am 30. Dezember 2016 erschien das Remix-Pack zu ihrer Single Ocho Cinco, die sie gemeinsam mit dem französischen DJ und Produzenten DJ Snake aufnahmen. Beiträge stammen unter anderem von Cesqeaux, Autoerotique und Mike Cervello. In Folge des Releases der Remix-EP erreichte das Lied die offiziellen französischen Single-Charts. Es folgte eine zweite Kollaboration mit DJ Snake, die zudem Vocals der schwedischen Sängerin Elliphant enthielt. Das Lied trug den Titel Good Day und basierte weniger auf Hardstyle, wie es der Vorgänger tat, sondern viel mehr auf DJ Snakes kommerziellem Trap-Stil.
Am 24. März 2017 veröffentlichten sie das Lied Light Years. Gesungen wird der Track von Rochelle, mit der sie erstmals seit der Single Shotgun aus dem Jahr 2013 zusammenarbeiteten. Der Track stellt die letzte Vorabsingle aus ihrem kommenden Studioalbum dar. Am 7. April 2017 erfolgte die Veröffentlichung dessen. Bereits eine Woche zuvor wurde es auf Spotify verfügbar gemacht. Es trägt den Titel Los Amsterdam und enthält neben den Vorab-Singles zudem unter anderem Kollaborationen mit Tinie Tempah, Juicy J und Sophie Simmons. Das Album wurde um ein weites kommerzieller gestaltet, als ihr vorheriges Album. Es konnte die Top-10 in ihrer Heimat erreichen.
Außerhalb ihrer Aktivitäten in der Trap-Szene konnten sie mit verschiedenen Crossovern auch in weiteren Genres Fuß fassen. So erfreute sich ihre Single DJ Turn It Up auch in der Big-Room-, Ocho Cinco in der Hardstyle- oder zuletzt auch Love and War in der Future-Bass-Szene an starker Beliebtheit.

### 2018:New Blood
New Blood ist das dritte Studioalbum des niederländischen Elektronik-Duos. Das Album wurde am 22. Juni 2018 vom eigenen Label Barong Family veröffentlicht. Yellow Claw arbeitete diesmal wieder mit mehreren Produzenten und Sängern zusammen, darunter DJ Snake, San Holo, Moksi, ASAP Ferg, Tabitha Nauser und Sofía Reyes.
2019: Danger Days
Im Jahr 2019 Erschien Yellow Claws` 4.tes Album, welches 8 Titel umfasste und mit Unterstützung von Künstlern wie Nonsens oder Radical Redemption aufgenommen wurde. Das Album erschien ebenfalls über das Label Barong Family.
2020: „Never Dies“ und DJ-Mixe
Im Jahr 2020 erschien ihr 5tes Album, welches 11 Titel umfasste und mit Künstlern wie Saweetie, Inna, Era Istrefi und Fatman Scoop aufgenommen wurde.
Dieses Album wurde über das Label „Barong Family“ veröffentlicht.
Außerdem veröffentlichte Yellow Claw in den darauffolgenden Monaten 2 DJ-Mixe, unter anderem ihre Songs, die sie beim Tomorrowland 2020 spielten.
2021: Bassgod EP
Im Februar 2021 veröffentlichte Yellow Claw eine Hardstyle-EP mit vielen Künstlern vom gemeinsamen Label Barong Family.

## Diskografie
Studioalben

| Jahr | Titel           | Höchstplatzierung, Gesamtwochen, AuszeichnungChartplatzierungen (Jahr, Titel, Platzierungen, Wochen, Auszeichnungen, Anmerkungen) | Höchstplatzierung, Gesamtwochen, AuszeichnungChartplatzierungen (Jahr, Titel, Platzierungen, Wochen, Auszeichnungen, Anmerkungen) | Höchstplatzierung, Gesamtwochen, AuszeichnungChartplatzierungen (Jahr, Titel, Platzierungen, Wochen, Auszeichnungen, Anmerkungen) | Anmerkungen                             |
| Jahr | Titel           | NL | BEF | US | Anmerkungen                             |
| ---- | --------------- | --- | --- | --- | --------------------------------------- |
| 2015 | Blood for Mercy | NL27 (10 Wo.)NL | BEF28 (1 Wo.)BEF | US187 (1 Wo.)US | Erstveröffentlichung: 20. November 2015 |
| 2017 | Los Amsterdam   | NL8 (19 Wo.)NL | BEF91 (2 Wo.)BEF | US143 (1 Wo.)US | Erstveröffentlichung: 31. März 2017     |
| 2018 | New Blood       | NL17 (2 Wo.)NL | BEF69 (1 Wo.)BEF | — | Erstveröffentlichung: 22. Juni 2018     |
| 2020 | Never Dies      | — | — | — | Erstveröffentlichung: 31. Januar 2020   |

## Belege
1. ↑  bigFM Staff: Exklusiv: „Love & War“ von Yellow Claw feat. Yade Lauren auf „Big.FM“
2. ↑  https://www.instagram.com/p/BG9ZcARrXpB/
3. ↑  Timo Büschleb: Yellow Claw mit Future-Pop auf dem Vormarsch: Musikvideo » Yellow Claw feat. Yade Lauren - Love & War auf „Dance-Charts“
4. ↑  Alexa Shouneyia: Yellow Claw, DJ Snake & Elliphant Will Make Sure You Have a 'Good Day': Listen auf „Billboard“
5. ↑  Chartquellen: NL Singles NL Alben BEF